# Rasbora paviana
Rasbora paviana är en fiskart som beskrevs av Tirant, 1885. Rasbora paviana ingår i släktet Rasbora och familjen karpfiskar. IUCN kategoriserar arten globalt som livskraftig. Inga underarter finns listade i Catalogue of Life.